# Mari (apostoł)
Mar Mari – jeden z legendarnych przywódców Kościoła Wschodu, żyjący być może w I i II wieku. Według tradycji był uczniem Agaja i prowadził działalność misyjną na terenie Niniwy, Nisibisu i innych miastach położonych wzdłuż Eufratu. Jest uznawany za jednego z Apostołów Syrii i Persji. Razem z Mar Addajem miał napisać Anaforę Addaja i Mariego. Mimo iż brakuje konkretnych i zweryfikowanych informacji na jego temat jest uznawany za świętego przez Asyryjski Kościół Wschodu, Chaldejski Kościół katolicki i Syromalabarski Kościół katolicki. Głównym źródłem z którego czerpie się o nim informacje jest apokryficzny Żywot Mariego.